# بانکسیا قهوه‌ای
بانکسیای قهوه‌ای (نام علمی: Banksia brunnea) نام یک گونه از سرده بانکسیا است.